# Дион Хризостом
Дион Хризостом (Златоуст) (грч. Διων Χρυσοστομος; око 40, Пруса, Римско царство (данас Бурса, Турска - око 120.) - староримски (грчког порекла) беседник, писац и историчар.

## Биографија
Дион је родом из града Пруса, који се налази на обали Пропонтиде, у римској провинцији Битинији. Потицао је из племените и богате битинијске породице и стекао је добро реторичко и филозофско образовање.
Живео је у Риму (под царевима из куће Флавијева), али га је Домицијан протерао из политичких разлога, и забранио му да живи у Риму и Битинији. Током свог четрнаестогодишњег изгнанства, Дион је водио типичан начин живота лутајућег киника - зарађивао је дневним радом и проповедао међу сиромашнима. У својим лутањима Дион је стигао до Скитије. Најважнији извор о древној историји земаља Улича и Тиверца је Бористенски говор Диона 82. године.
Дион се вратио у Рим за време владавине цара Нерве. Касније је уживао наклоност царева Нерве и Трајана као теоретичар аутократије.
Дион је био веома популаран неколико векова. Тако је неоплатоничар Синесије Кирејски је за свог будућег сина саставио трактат „Дион Златоуст, или О животу по његовом моделу“, у којем велича Диона као правог филозофа, беседника и ментора у постизању највише истине. Филострат је такође похвално говорио о Диону.

### Књижевна делатност
Дионов омиљени жанр био је дијатриба – цинични филозофски монолог са елементима дијалога са замишљеним противником. Дионови говори обично имају за циљ хваљење природе и врлине, које он схвата у стоичко-циничном духу. Они су испуњени биографским моментима и општим филозофским аргументима који су разумљиви просечном слушаоцу. Укупно је сачувано око 80 говора, који се сматрају примерима периода „друге софистике“ (хеленско препород 1.-2. века нове ере). Њихове главне теме су етички проблеми, друштвена и политичка питања и филозофско резоновање.
Дионови говори из времена изгнанства чувају се посебно строго у жанру дијатрибе. Касније, по повратку у Битинију и, посебно, у Рим, оштрина се ублажава, говори постају дужи и елегантнији. Логику аргумената замењује емоционалност. Међутим, говори задржавају такве карактеристике дијатрибе као што су слобода композиције и слобода избора тема.
Дионови говори су важан извор о историји Римског царства у 1. и 2. веку. Такозвани „бористенитски говор“ садржи податке о историји северног црноморског региона.

### Поглед на свет
Дион, који се сматра изузетним представником друге софистичке школе, близак је по својим филозофским погледима и стоицима и киницима. Дакле, Дион је класификован или као „кинизујући стоик” (А.Ф. Лосев), или као „стоицирајући циник” (И.М. Нахов).
У Дионовим говорима, идеја праве лепоте повезана је са моралним савршенством. Занимљиво је да је, попут Платона, лепота оличена у младалачком изгледу. Присталица аутократије, Дион се противи тиранији, која, по његовом мишљењу, уништава лепоту и врлину. Разговори о дивном песнику и филозофу неодвојиви су од напада на древне и нове тиранине. Диону је важан идеал слободног грађанина, чије речи не одступају од његових мисли, који просвећује грађане не очекујући награду.
Разумно говорећи против ропства, Дион слободу дефинише као знање о ономе што је дозвољено, а ропство, сходно томе, као незнање о томе.
Дион је веровао да су Тројанци победили у Тројанском рату. Ова верзија постоји и међу неким савременим научницима. На пример, А. Бељаков и О. Матвејчев у својој књизи разматрају различите тачке гледишта, позивајући се на низ савремених података.